# Čistírna odpadních vod Opava
Čistírna odpadních vod Opava zabezpečuje čištění odpadních vod z Opavy, ale i z průmyslových a potravinářských podniků v okolních lokalitách. Dokáže vyčistit vodu až od 149 tisíc ekvivalentních obyvatel. Provoz splňuje požadavky legislativy EU i České republiky na kvalitu čištěných vod. Od svého vzniku prošla řadou přestaveb, modernizací a zvyšování kapacity.

## Historie
První městská čistírna odpadních vod v Opavě byla uvedena do provozu ve třicátých letech 20. století. Byla několikrát rozšiřována a upravována.
V roce 1967 prošla kompletní přestavbou. Postupné připojování nových závodů a růst počtu obyvatel vyžadovaly další úpravy a intenzifikaci zejména biologické části zařízení. 
Přes úpravy byla čistírna v osmdesátých letech trvale přetěžována. Proto bylo nutné přistoupit k rekonstrukci a rozšíření provozu. Původní projekt z roku 1989, který počítal s rozšířením na sousední pozemek, byl s ohledem na změněné podmínky upraven a pro rozšíření byly využity pouze prostory v areálu čistírny.
První etapa rekonstrukce byla ukončena v prosinci roku 1996, druhá etapa v červnu 1997. Nová čistírna odpadních vod zahrnovala část původních rekonstruovaných objektů, ale také nově vybudované objekty.

### Významné rekonstrukce od roku 1997
Rekonstrukce odvodňování a zahušťování kalu
Rekonstrukce plynového hospodářství
Instalace zařízení na chemickou eliminaci fosforu
Rekonstrukce dosazovací nádrže na dešťovou zdrž
Rekonstrukce biologického stupně čištění na kaskádovou aktivaci
Rekonstrukce usazovacích nádrží
Rekonstrukce plynojemu
Instalace dekantační odstředivky

## Současnost
Mechanicko-biologická čistírna odpadních vod Opava s kaskádovou aktivací, s biologickým i chemickým odstraňováním fosforu, s výrobou elektrické energie z přebytků bioplynu a s kompletní automatizací řízení provozu v současnosti zabezpečuje čištění nejen komunálních odpadních vod z Opavy, ale i odpadních vod z významných průmyslových a potravinářských podniků. 
Provoz splňuje požadavky legislativy EU i České republiky na kvalitu čištěných vod, včetně dodržení limitu ukazatele celkového dusíku ve vypouštěných vodách na úrovni pod 10,0 mg.l-1.
Kapacita čistírny je 149 000 ekvivalentních obyvatel, za den dokáže vyčistit 33 500 m³ odpadních vod.
V letech 2015–2016 proběhla v provozu čistírny intenzifikace kalového hospodářství a navazující investice za celkem zhruba 50 milionů korun. Proběhla výstavba nové vyhnívací nádrže o objemu 2 000 m³ pro kal vznikající v procesu čištění odpadních vod a rekonstrukce trubních rozvodů plynu a vystrojení vyhnívacích nádrží.